# Copris evanidus
Copris evanidus là một loài bọ cánh cứng trong họ Bọ hung (Scarabaeidae).